# Espetada em pau de louro
A espetada em pau de louro é um prato tradicional do arquipélago da Madeira, em Portugal. É confecionada com carne de vaca cortada em cubos e espetada com um pau de loureiro, antes de ir a grelhar. A origem desta iguaria remonta à vila e freguesia do Estreito de Câmara de Lobos.

## História
Esta iguaria começou por ser um prato típico dos arraiais e romarias e, no início, seria acompanhado apenas de pão e vinho, sendo a carne comida à mão. Por volta de 1950, Francisco da Silva Freitas (1922-2011) abre o primeiro restaurante de espetadas, As Vides, no Estreito de Câmara de Lobos, o que terá associado o prato à localidade.
Com o passar do tempo, a carne terá passado a ser comida com o auxílio de talheres e terão surgido novos acompanhamentos para o prato, como a salada de tomate e alface, o milho frito, a semilha (regionalismo para batata frita) e o bolo do caco. O prato popularizou-se por toda a ilha, tornando-se num dos pratos mais típicos da região. Hoje em dia, em muitos dos restaurantes da ilha da Madeira, a espetada é grelhada, não em ramo de loureiro, mas em espeto de ferro ou alumínio.

## Confeção do prato
A carne de vaca é cortada em cubos iguais e estes são temperados com sal grosso, alho esmagado e folhas de louro. As espetadas são grelhadas na brasa.